# وسیم ساجد
وسیم ساجد (انگلیسی: Waseem Sajjad؛ زادهٔ ۱ ژانویهٔ ۱۹۸۳) بازیکن کبدی اهل پاکستان است.